# 한스 짐머
한스 플로리안 짐머(독일어: Hans Florian Zimmer 한스 플로리안 치머[*], 독일어 발음: [ˈhans ˈfloːʁi̯aːn ˈtsɪmɐ], 1957년 9월 12일 ~ )는 독일의 작곡가이자 음악 프로듀서이다. 주로 영화 음악 작곡가로 두각을 나타냈으며, 영화 《인터스텔라》, 《다크 나이트 라이즈》, 《심슨 가족: 더 무비》 등에서 음악을 맡았다.

## 작품

### 영화 음악 목록
2020년
- 스폰지밥 무비: 핑핑이 구출 대작전
- 원더우먼 1984

2016년
- 인페르노
- 배트맨 대 슈퍼맨: 저스티스의 시작
- 쿵푸 팬더 3
- 히든 피겨스

2015년
- 우먼 인 골드
- 채피

2014년
- 인터스텔라
- 어메이징 스파이더맨 2
- 선 오브 갓

2013
- 노예 12년
- 러시: 더 라이벌
- 맨 오브 스틸

2012
- 다크 나이트 라이즈
- 마다가스카 3

2011
- 랭고
- 셜록 홈즈: 그림자 게임

2010
- 하우 두 유 노우 (How Do You Know)
- 인셉션

2009
- 셜록 홈즈

2008
- 다크 나이트 - 제임스 뉴턴 하워드와 합작
- 쿵푸 팬더
- 마다가스카 2
- 프로스트/닉슨 (Frost/Nixon)

2007
- 캐리비안의 해적: 세상의 끝에서
- 심슨 가족 더 무비

2006
- 캐리비안의 해적: 망자의 함
- 다빈치 코드
- 로맨틱 홀리데이

2005
- 웨더 맨 (The Weather Man) - 제임스 S. 레빈과 합작
- 리틀 폴라 베어 2: 신비한 섬 (Der kleine Eisbär 2 - Die geheimnisvolle Insel) - 닉 글레니스미스와 합작
- 마다가스카 - 에이토르 페레이라 · 제임스 둘리와 합작
- 배트맨 비긴즈 - 제임스 뉴턴 하워드와 합작

2004
- 스팽글리쉬 (Spanglish)
- 로라의 별 (Lauras Stern) - 닉 글레니스미스와 합작
- 샤크
- 킹 아서 (King Arthur)
- 썬더버드 (Thunderbirds) - 라민 자와디와 합작

2003
- 라스트 사무라이
- 사랑할 때 버려야 할 아까운 것들 (Something's Gotta Give)
- 매치스틱 맨 (Matchstick Men)
- 태양의 눈물
- 캐리비안의 해적: 블랙 펄의 저주

2002
- 링
- 스피릿

2001
- 블랙 호크 다운
- 라이딩 위드 보이즈
- 진주만
- 한니발

2000
- 에버래스팅 피스 (An Everlasting Piece)
- 미션 임파서블 2
- 글래디에이터 - 리사 제라드와 합작
- 엘도라도 - 존 파월과 합작

1999
- 칠 팩터 (Chill Factor) - 존 파월과 합작

1998
- 씬 레드 라인 (The Thin Red Line)
- 이집트 왕자
- 라스트 데이즈 (The Last Days)

1997
- 이보다 더 좋을 순 없다
- 피스메이커 (The Peacemaker)
- 센스 오브 스노우 (Smilla's Sense of Snow) - 해리 그레그슨윌리엄스와 합작

1996
- 프리쳐스 와이프 (The Preacher's Wife)
- 더 팬 (The Fan)
- 머펫의 보물섬 (Muppet Treasure Island)
- 더 록 - 닉 글레니스미스 · 해리 그레그슨윌리엄스와 합작
- 브로큰 애로우 (Broken Arrow)

1995
- 나인 먼쓰 (Nine Months)
- 비욘드 랭군 (Beyond Rangoon)
- 크림슨 타이드 (Crimson Tide)
- 투 데스 (Two Deaths)
- 사랑 게임 (Something to Talk About) - 그레이엄 프레스킷(Graham Preskett)과 합작

1994
- 고공침투 (Drop Zone)
- 르네상스 맨 (Renaissance Man)
- 너를 위하여 (I'll Do Anything)
- 라이온 킹 - 음악 프로듀싱 및 연주곡(score) 작곡 담당[1]

1993
- 영거 앤 영거 (Younger And Younger)
- 영혼의 집 (The House of the Spirits)
- 트루 로맨스 (True Romance) - 마크 맨시나와 합작
- 니나 (Point of No Return)
- 캘린더 걸 (Calendar Girl)
- 쿨러닝 - 닉 글레니스미스와 합작

1992
- 토이즈 (Toys)
- 하늘에서 온 엽서 (Radio Flyer)
- 슬리핑 독스 (Where Sleeping Dogs Lie) - 마크 맨시나와 합작
- 그들만의 리그 (A League of Their Own)
- 파워 오브 원 (The Power of One)
- 스파이스 주식회사 (Spies Inc.) - 피아크라 트렌치와 합작

1991
- 델마와 루이스
- 헨리의 이야기 (Regarding Henry)
- 분노의 역류 (Backdraft)
- K2 (K2)

1990
- 햄스트리트의 6일간 (Chicago Joe and the Showgirl) - 셜리 워커와 합작
- 그린 카드 (Green Card)
- 퍼시픽 하이츠 (Pacific Heights)
- 풀스 오브 포츈 (Fools of Fortune)
- 폭풍의 질주 (Days of Thunder)
- 전선 위의 참새 (Bird on a Wire)

1989
- 블랙 레인 (Black Rain)
- 드라이빙 미스 데이지
- 위험한 파티 (Diamond Skulls)
- 트위스터 (Twister)

1988
- 더 프루트 머신 (The Fruit Machine)
- 나이트메어 눈 (Nightmare at Noon 또는 Maniac City) - 스탠리 마이어스와 합작
- 월드 아파트 (A World Apart)
- 페이퍼하우스 (Paperhouse) - 스탠리 마이어스와 합작
- 레인 맨
- 타버린 비밀 (Burning Secret)
- 영웅 (Taffin) - 스탠리 마이어스와 합작
- 더 네이쳐 오브 더 비스트 (The Nature of the Beast) - 스탠리 마이어스와 합작

1987
- 터미널 익스포져 (Terminal Exposure) - 스탠리 마이어스와 합작

1986
- 등대선 (The Lightship)[2] - 스탠리 마이어스와 합작
- 이별의 바캉스 (Separate Vacations) - 스탠리 마이어스와 합작
- 캐스터웨이 (Castaway) - 스탠리 마이어스와 합작

1985
- 사랑의 상대성 (Insignificance) - 스탠리 마이어스와 합작

1984
- 르네의 사생활 2 (Histoire d'O: Chapitre 2) - 스탠리 마이어스와 합작
- 석세스 이즈 더 베스트 리벤지 (Success Is the Best Revenge) - 스탠리 마이어스와 합작

1983
- 유레카 (Eureka) - 스탠리 마이어스와 합작

1982
- 달빛 아래서 (Moonlighting) - 스탠리 마이어스와 합작

### 출연 영화 목록
2021년
- 엔니오: 더 마에스트로

### 게임 음악 목록
2015
- 블레스 - 론 밸프와 합작

2011
- 크라이시스 2 - 론 밸프 · 보리슬라브 슬라보프(Borislav Slavov) · 틸만 실레스쿠(Tilman Sillescu)와 합작
- 어쌔신 크리드 - 레벨레이션 · 론 발피 · 제스퍼 키드와 합작

2009
- 콜 오브 듀티: 모던 워페어 2 - 론 밸프와 합작

## 기타
- BMW Electromobility Soundtrack BMW 아이코닉 사운드 일렉트릭 - BMW와 합작

## 수상 후보 지명과 수상 내역

### 아카데미상
- 2014: 《인터스텔라》
- 2000: 《글래디에이터》
- 1998: 《씬 레드 라인》
- 1998: 《이집트 왕자》
- 1997: 《이보다 더 좋을 순 없다》
- 1996: 《프리쳐스 와이프》
- 1994: 《라이온 킹》 (수상)
- 1988: 《레인 맨》

### 골든 글로브상
- 2004: 《스팽글리쉬》
- 2003: 《라스트 사무라이》
- 2002: 《스피릿》
- 2001: 《진주만》
- 2000: 《글래디에이터》 (수상)
- 1998: 《이집트 왕자》
- 1994: 《라이온 킹》 (수상)

### 그래미상
- 2001: 《글래디에이터》
- 1996: 《크림슨 타이드》 (수상)
- 1995: 《라이온 킹》
- 1991: 《드라이빙 미스 데이지》